# County Fermanagh
Het graafschap Fermanagh (Iers: Fear Manach) is een graafschap van Ierland, en ligt in Noord-Ierland. Het maakt deel uit van de vroegere provincie Ulster, ligt ongeveer 120 km van Belfast en 160 km van Dublin. Het is het  westelijkste deel van het Verenigd Koninkrijk. De hoofdstad van Fermanagh is Enniskillen.
Het landschap Fermanagh wordt beheerst door twee grote meren, Upper en Lower Lough Erne. Het is een populaire toeristische bestemming voor waterrecreatie. Het 70km lange Lough Erne is nu verbonden met de Shannon-rivier in Ierland en vormt zo de langste binnenwaterweg in Europa. Andere toeristische attracties zijn de Marble Arch-grotten en de pottenmakerij van Belleek.

## Plaatsen in Fermanagh
- Belcoo
- Belleek
- Brookeborough
- Enniskillen
- Irvinestown
- Kesh (Noord-Ierland)
- Lisnaskea
- Maguiresbridge
- Newtownbutler

## Bezienswaardigheden
- Devenish, een eiland in Lough Erne
- Enniskillen Castle
- Monea Castle
- Portora Castle
- Tully Castle

County Antrim · County Armagh · County Derry · County Down · County Fermanagh · County Tyrone